# 疣鼻天鹅
疣鼻天鵝（學名：Cygnus olor），別名瘤鼻天鵝、啞音天鵝、赤嘴天鵝、瘤鵠、亮天鵝、丹鵠（古名）等，是天鹅属的一种大型游禽，前额有一块瘤疣的突起，因此得名。疣鼻天鵝分布廣泛，大量在歐洲，少數分布在亞洲，為瑞典國鳥。
传说中的疣鼻天鹅不会发声，但会在临死前唱出一首动听的歌曲，称为“绝唱”（Swan song）。

## 分布
疣鼻天鹅分布在欧亚大陆的广大地区，越冬时可到北非地区。在北美、南美、澳大利亚已经有稳定的引入种。

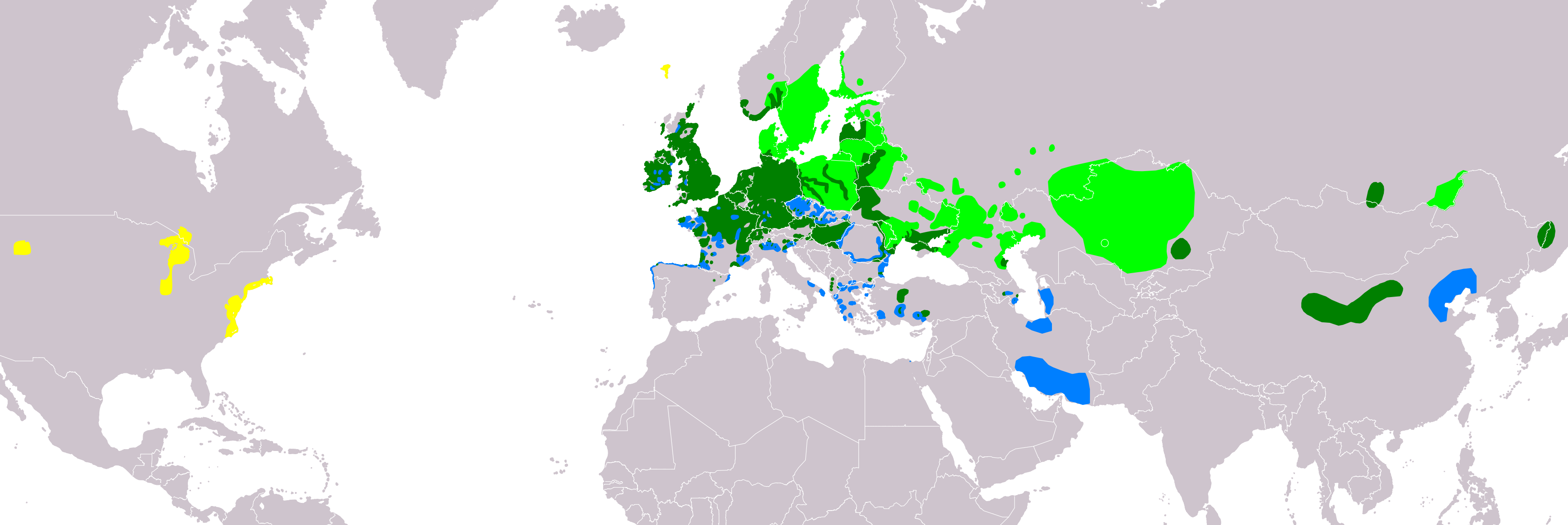
疣鼻天鹅的分布地区
浅绿：繁殖区
深绿：全年活动地
蓝色：越冬地
黄色：引入地

## 外形
疣鼻天鹅是天鹅属中的一种大型水鸟，一般体长125~155厘米，翼展200~240厘米，雄性体重可达15千克。虽然雄性疣鼻天鹅在体重上可能与雄性黑嘴天鹅相当，甚至可以超过雄性黑嘴天鹅，但平均来说，这是第二大的现存鸭科水禽物种，次于黑嘴天鹅。疣鼻天鹅雌雄同色，都是体色洁白，脖颈细长，喙红色或橘红色，雄性比雌性大，而且喙上的瘤也更大，虹膜棕红色。前额、沿线、喙缘、鼻孔处及跗跖、脚、爪都为黑色。前额有黑色的疣突，这是它的重要鉴别特征，雌鸟的疣突不发达，幼鸟无疣突。疣鼻天鹅颈部细长，野外常见颈部成“S”形弯曲。因叫声嘶哑，又被叫作哑天鹅。
疣鼻天鹅幼鸟不像成年个体那样是明亮的白色，而且它们的嘴在第一年是暗灰黑色的。绒毛的颜色可能从纯白到灰色到浅黄，其中灰色/浅黄最常见。白色的幼鸟是因为有白化基因。幼鸟生长很快，在孵化后大约三个月就达到接近成年个体的大小。直到至少一岁之前，幼鸟通常都会保留它们的灰色羽毛，而它们的翅膀上的绒毛在此前已经被飞羽替换了。
所有的疣鼻天鹅在成年时都是白色的，尽管羽毛（特别是头和颈部）经常被水中的铁和单宁染成橙棕色。

## 习性
疣鼻天鹅栖息在沼泽、湖泊、河流处，也在近海的咸水地带活动。主要吃植物的水下部分，偶尔也吃少量的无脊椎动物、两栖动物、昆虫、鱼虾等，觅食时倒立将头探入水下。
疣鼻天鹅多以小群迁徙活动，只有在换羽地或食物丰富的地区才可能大群集结，有时达千只以上。环志证明欧洲中西部疣鼻天鹅几乎不迁徙，只作短距离迁飞。疣鼻天鹅的越冬地、换羽地、繁殖地十分固定。
疣鼻天鹅3~5岁性成熟，一旦求偶成功，终生为伴。他们的求偶过程复杂，极具观赏性。疣鼻天鹅集群营巢，雌雄共同完成，巢址常在静止的水面或水边。

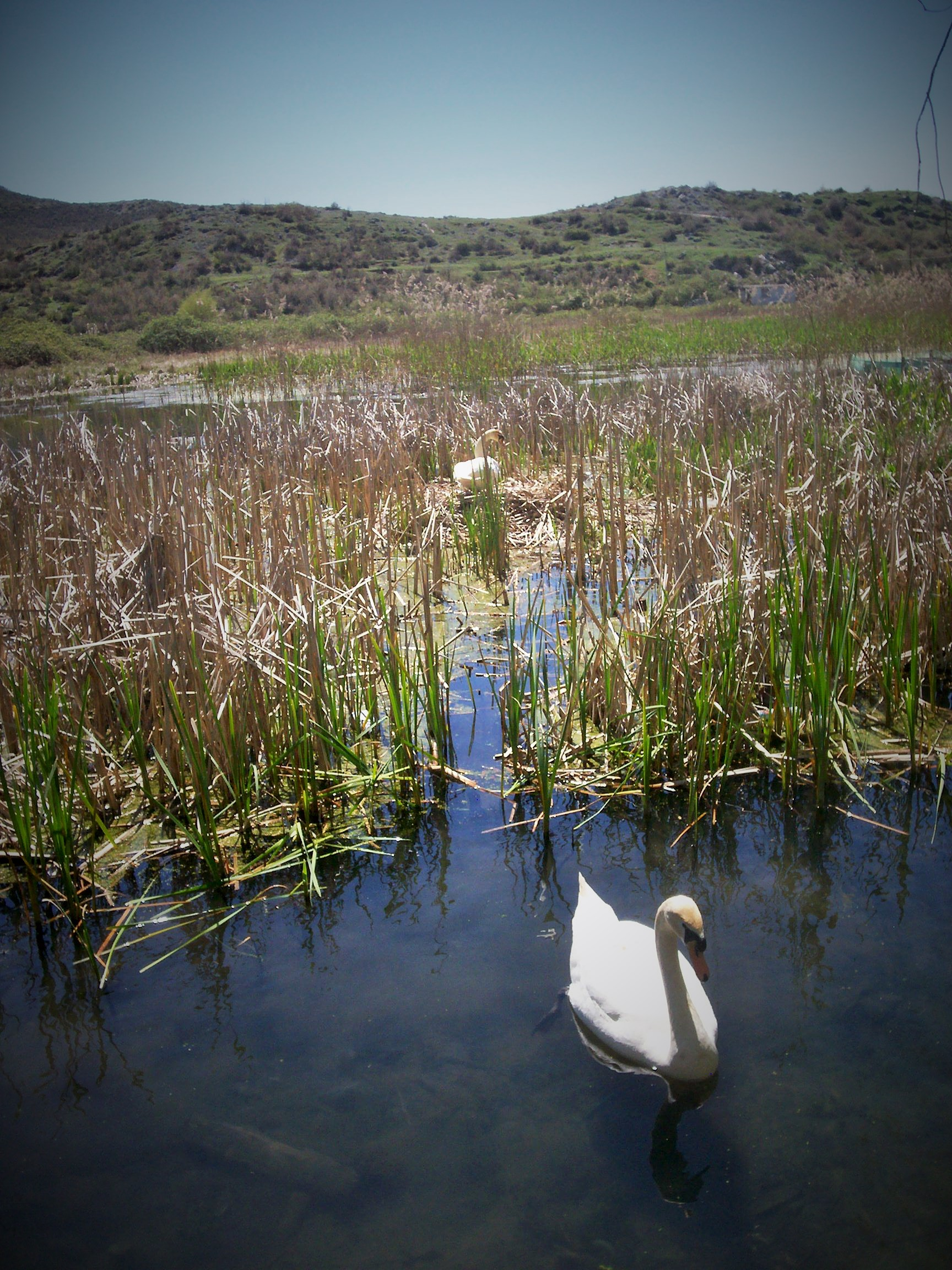
雄鸟在巢附近巡逻，保护他的伴侣。

疣鼻天鹅在浅水中的岛屿上或湖边用水边植物筑成大型堆巢。它们是一夫一妻制，经常重复使用同一个巢，根据需要修复或重建。雌雄天鹅共同照顾巢，一旦幼鸟长出羽毛，就可以看到整个家庭一起寻找食物。它们以各种植物为食，包括用它们长长的脖子够到的水下水生植物，以及在陆地上的草。常见的食物包括农作物如油菜和小麦，冬季觅食的群体可能会造成重大的作物损失，这往往不仅是通过直接消耗，还有通过它们大型蹼足践踏造成的损失。它还会吃少量的水生昆虫、鱼和青蛙。

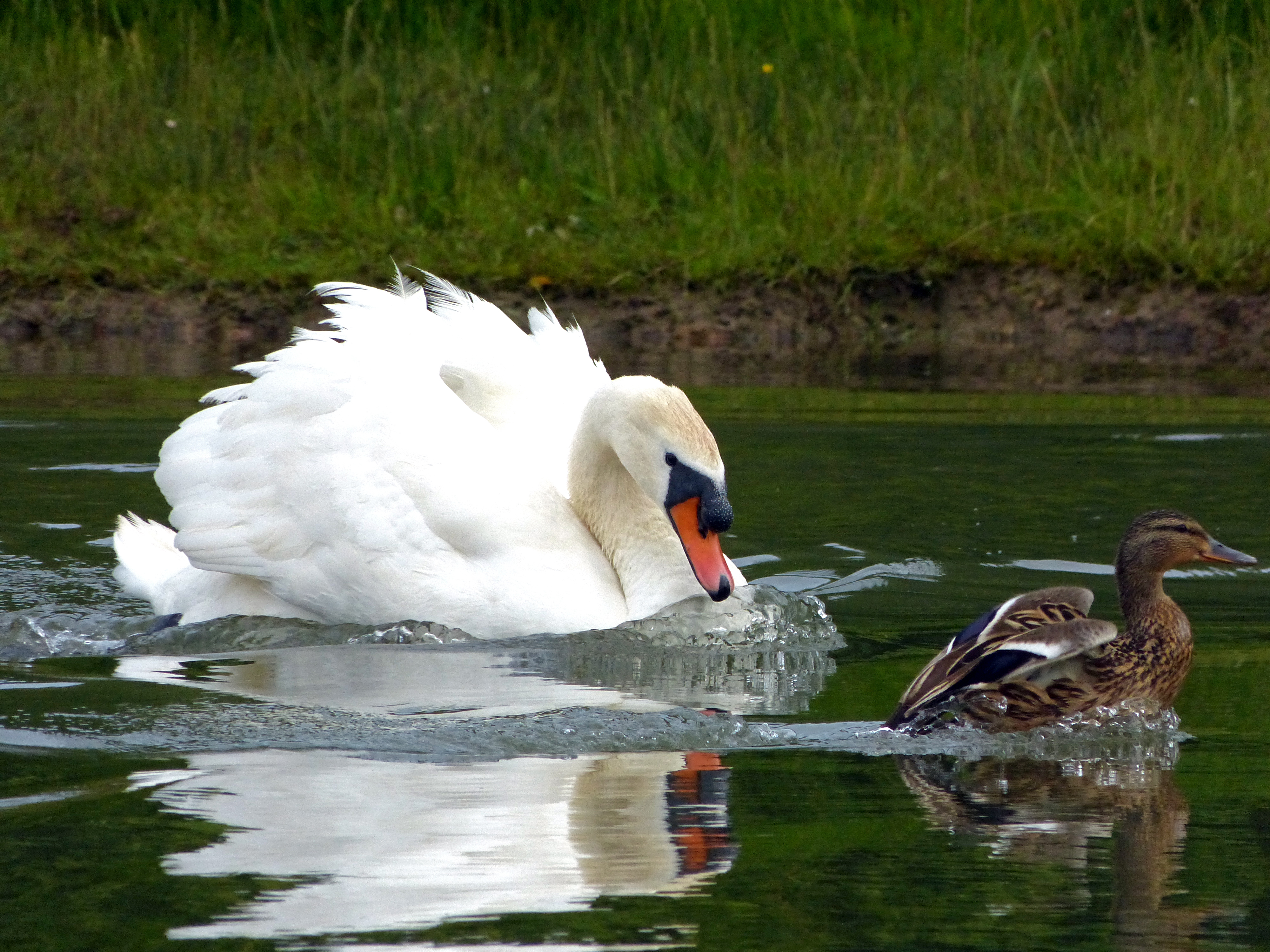
疣鼻天鹅驱逐领地内的绿头鸭

与黑天鹅不同，疣鼻天鹅通常具有很强的领地意识，在较小的湖泊上往往只有一对天鹅，但如果有大面积适宜的觅食栖息地，它们也可以形成较大的群体。最大的群体有超过100对天鹅，例如在英格兰南部的阿伯茨伯里天鹅场，在波罗的海沿岸水域的奥特比保护区的奥兰岛南端，巢穴之间的距离甚至可以小于2米（7英尺）。 未寻找配偶的3-4岁青年天鹅通常形成较大的群体，总数可达数百只，经常出现在较为固定的定点。 一个著名的非繁殖鸟群分布在英格兰东北部伯里克-阿邦-特威德河口的特威德河上，最多可达787只。在温莎城堡附近的泰晤士河畔也有一个庞大的种群。成年天鹅一旦配对就会寻找自己的领土，并经常与鸭子和海鸥混群。
疣鼻天鹅不像大天鹅和小天鹅那样经常发声；然而，它们确实会发出各种声音，通常被描述为“咕噜声、嘶哑的口哨声和喷气声”。在求爱期间，疣鼻天鹅会发出一种节奏性叫声，有助于同步它们头部和颈部运动。这一特征可以用来区分已经配对的疣鼻天鹅夫妇和两只恋爱中的天鹅，因为在两只恋爱中的天鹅中鸣叫节奏通常无法匹配头部运动速度。疣鼻天鹅通常会对试图进入它们领土的竞争对手或入侵者发出嘶嘶声。疣鼻天鹅最典型的声音是飞行中的强烈震翅声，这种声音是该物种独有的，可以从1至2 km（0.6至1 mi）的范围内听到，表明飞行中的鸟之间可能可以以此传递信息。幼鸟特别善于发声，当它们满足时会通过各种口哨声和啁啾声进行交流，当它们感到不安或迷路时会发出刺耳的尖叫声。

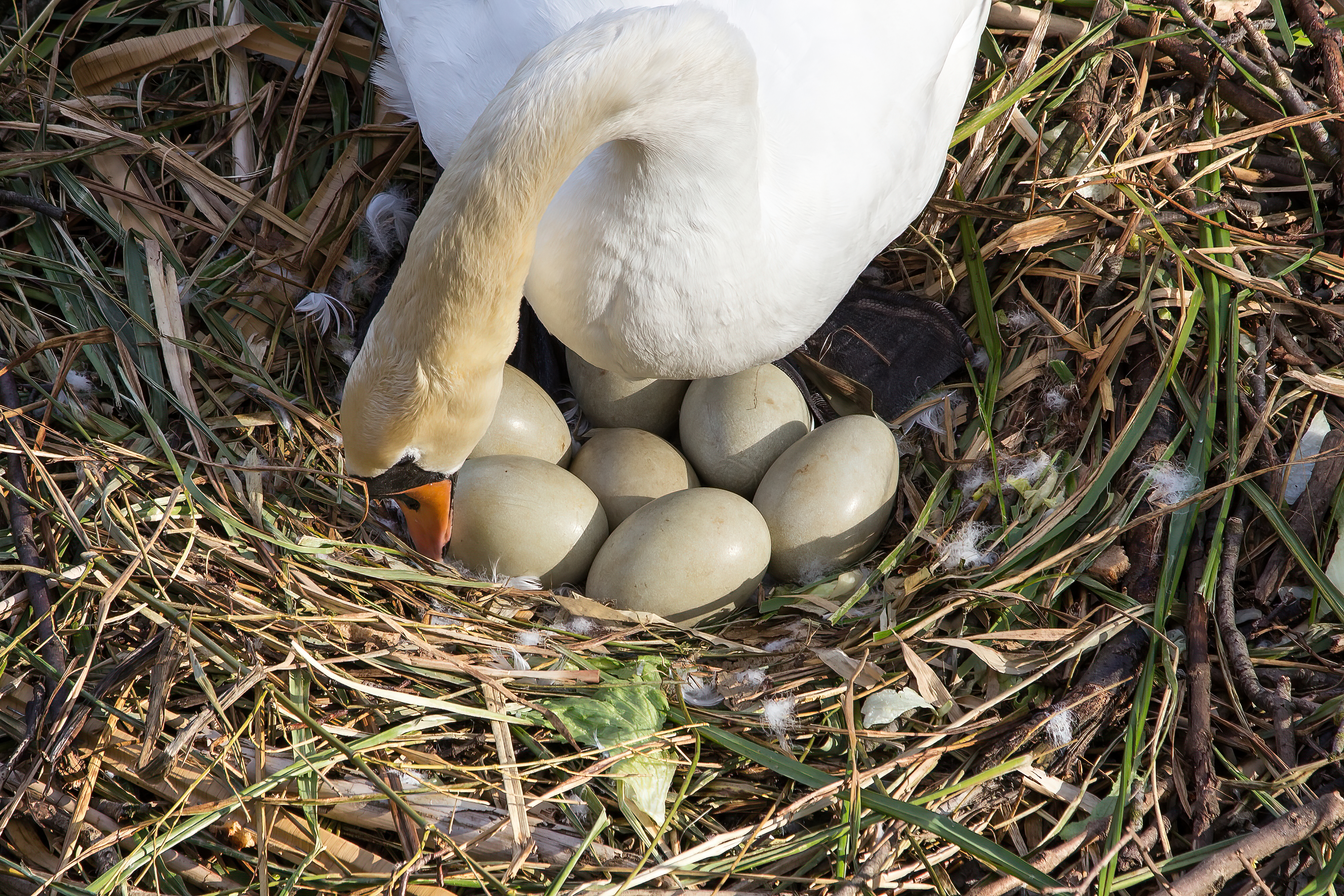
春季，疣鼻天鹅在德国科隆筑巢

疣鼻天鹅在保护它们的巢、配偶和后代时非常具有攻击性。疣鼻天鹅的大多数防御行为都始于一声响亮的嘶嘶声，如果这还不足以驱赶掠食者或入侵者，就会紧接着进行物理攻击。天鹅通过用它们翅膀上的骨刺击打威胁，并用喙来攻击。较小的水禽，如鸭子，通常会被天鹅用喙抓住并拖走或扔到远离天鹅和它们的后代的地方。天鹅可能会杀死入侵它们领土的生物，包括其他天鹅、雁和鸭子，疣鼻天鹅可能会爬到它们身上并啄它们的后脑勺，把它们按在水下淹死它们。
疣鼻天鹅的翅膀非常强壮，但不足以打断成年人的腿（这是一个常见的误传）。疣鼻天鹅可能会激进地驱赶大型水禽，如加拿大雁（更可能是出于竞争而不是对潜在捕食者的反应），并且疣鼻天鹅经常攻击进入它们领土的人类。
一般雄鸟负责在水上保护幼鸟，有时它会攻击它认为对其幼崽构成威胁的小型水上交通工具，如独木舟等。雄鸟还会试图把掠食者赶出他的家庭领地，并会防止像狐狸或猛禽这样的动物靠近。健康的成年天鹅很少被捕食，尽管犬科动物如土狼、猫科动物如猞猁和熊可能对虚弱的个体构成威胁（健康的成年天鹅通常可以游离危险，巢穴防御通常也很成功）。少数情况下健康的成年天鹅会落入欧亚水獭和金雕的手中。在公园里，这些鸟类不太具有领土性，因此野狗对天鹅的攻击率有所增加。疣鼻天鹅会毫不犹豫地攻击狗来保护自己和它们的幼崽免受攻击，成年天鹅有能力压倒并淹死大型犬。
疣鼻天鹅在受到威胁时，会摆出脖子弯回、翅膀半张开的姿势，一般两只脚会同步划水。天鹅也可能利用这种姿势借助风力辅助行进，可以跨越几百米。
与其他天鹅一样，疣鼻天鹅对失去或死去的配偶或幼崽而悲哀。疣鼻天鹅存在哀悼的过程，在失去配偶的情况下，它们可能会留在其配偶生活过的地方，或者加入一个群体飞走。如果一方在有幼鸟存在时死亡，剩下的一方会接替他们的伴侣的职责，独自抚养幼鸟。

## 繁殖

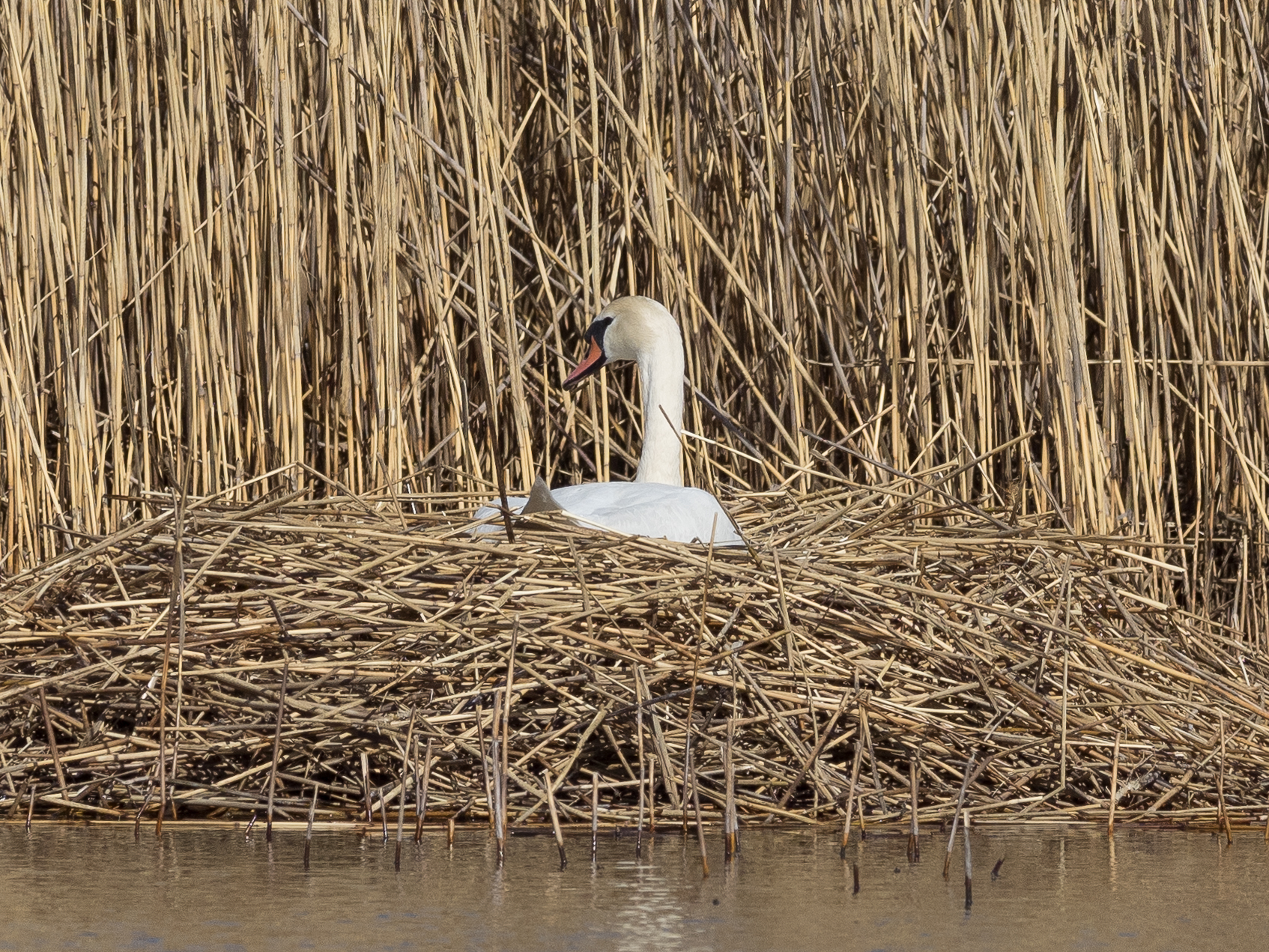
瑞典的天鹅巢

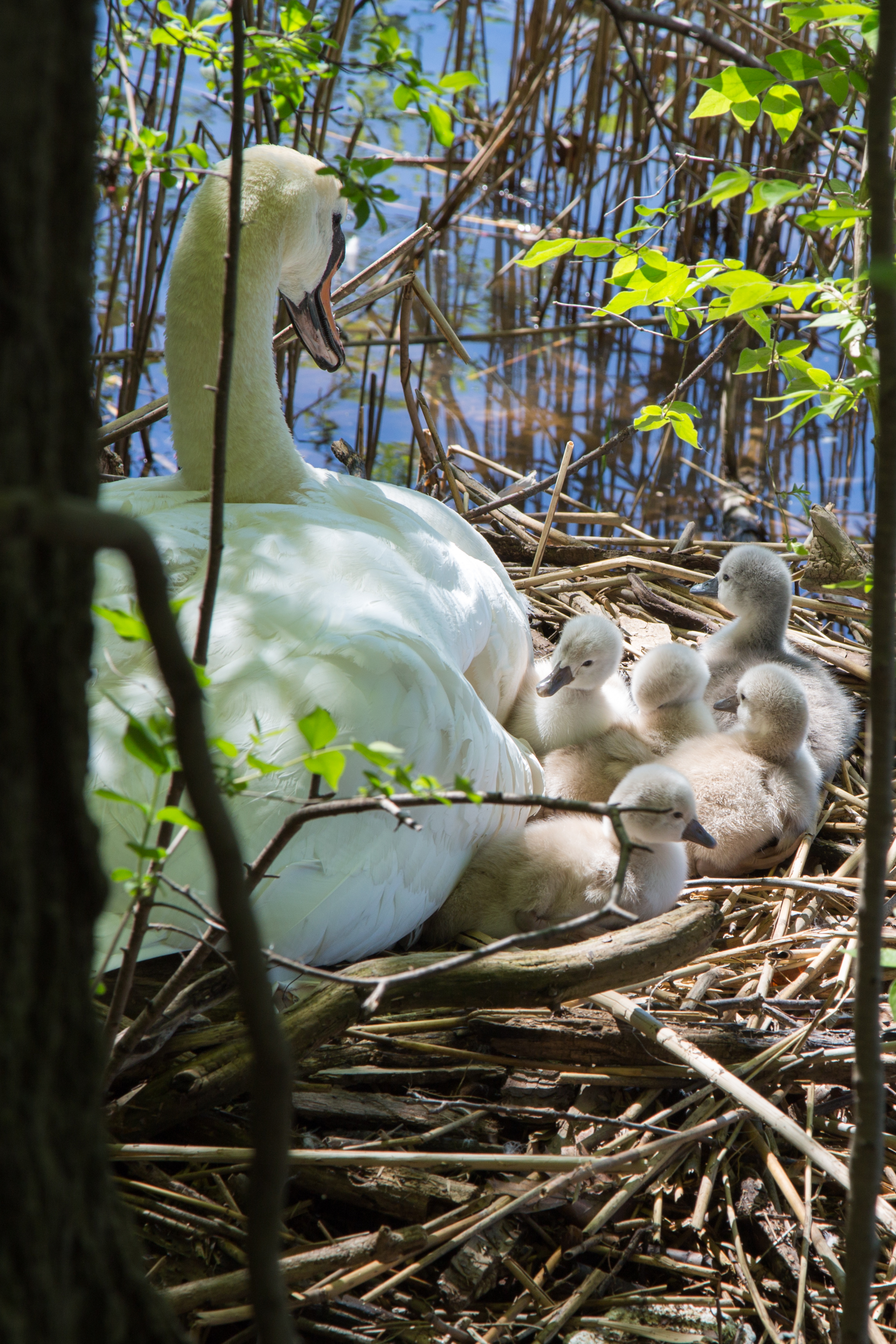
刚出生一天的幼鸟

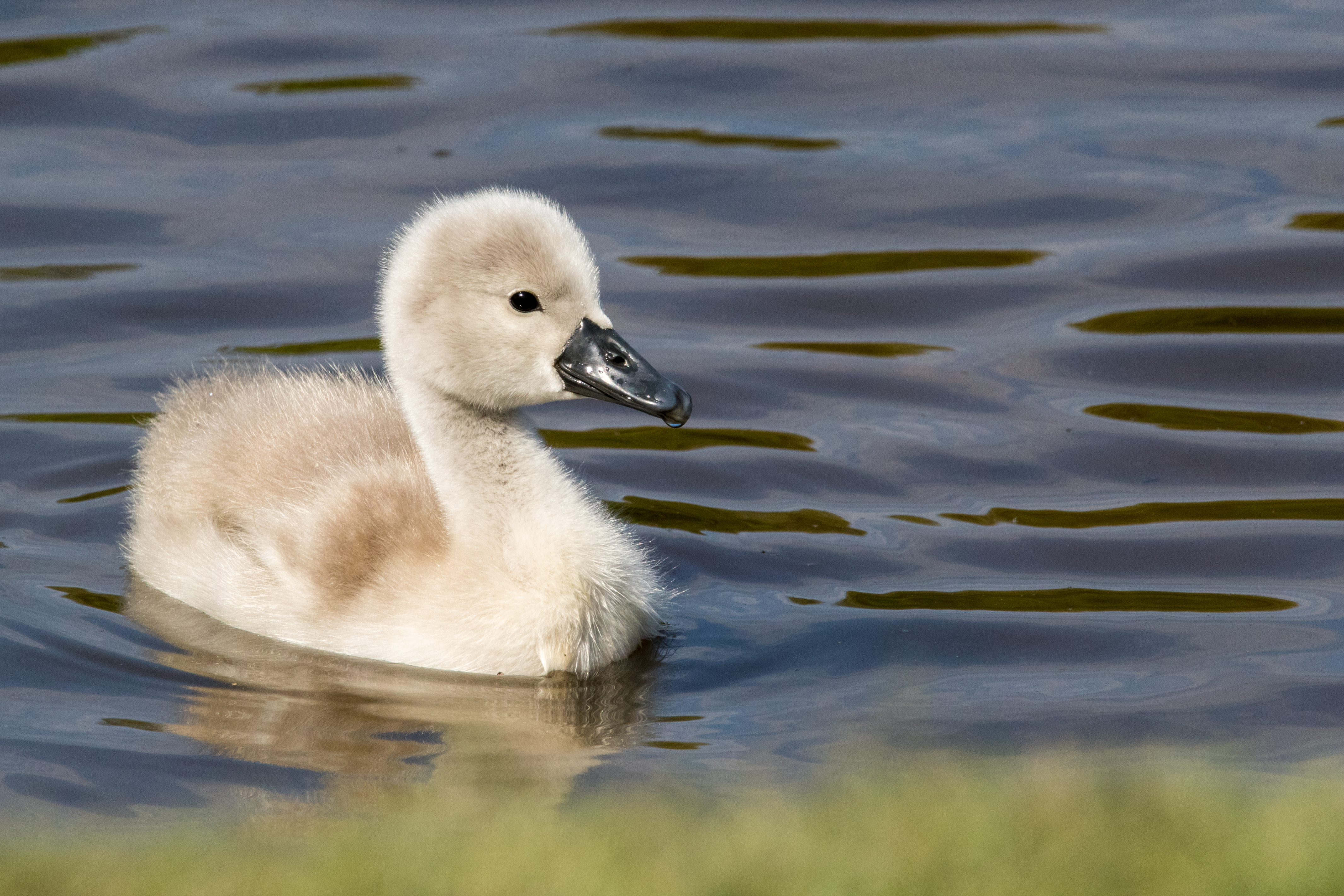
三天大的幼鸟

疣鼻天鹅一次产卵4到10枚，卵壳为蓝绿色。雌雄共同完成孵化，孵化期35到36天，幼鸟通常在5月到7月之间孵化。幼鸟在4到5个月大，体重达7到9千克之前不能飞行。这限制了该物种在其分布范围北缘的分布，因为幼鸟需要在池塘和湖泊结冰之前学会飞行。

## 分布和栖息地
疣鼻天鹅主要分布在欧洲温带地区，然后跨越古北界一直到俄罗斯的滨海边疆区附近。它在欧洲和亚洲的北纬地区部分迁徙，南至北非和地中海地区。根据联合国环境规划署的国际鸟类物种状态图表，它被列入70个国家，在其中49个国家，16个国家有非繁殖分布。
疣鼻天鹅在其大部分分布范围内都受到保护，但这并没有阻止偷猎。它经常被引入到其自然分布范围之外作为公园和池塘的装饰，并且成功逃逸。这些鸟类已经在美国东部和五大湖地区定居下来。

## 保护

### 欧洲
疣鼻天鹅分布广泛，在历史上有较大的数量。随着欧洲的工业发展，疣鼻天鹅的栖息地逐渐缩小，并且环境开始恶化。由于当时数量较多，是人们喜爱的狩猎对象，肉和羽毛都有大量取用，因此疣鼻天鹅遭到了过度的捕猎。19世纪后，这一物种在欧洲几乎绝迹。1930年代以后，随着环境改善和人们保护意识的提高，种群数量得到恢复，并向原分布地区扩散，现在在欧洲是十分常见的种类，有些城市内都能见到野生的个体栖息。由于疣鼻天鹅的繁殖成功率较高，数量增长很快，在欧洲有些地区对农田和鱼池造成了威胁。有一些国家（如波兰）又将其列入狩猎动物的名单，有的国家采取捡蛋或移走幼鸟来控制其数量。
曾经，英国频繁有疣鼻天鹅发生铅中毒。这是因为天鹅误食了缠在水生植物中的废弃铅弹。这个问题发现后已得到较好的解决，目前已不是英国疣鼻天鹅种群的主要威胁。

### 亚洲
在亚洲，疣鼻天鹅的数量不多，野生种群十分少见。疣鼻天鹅在IUCN的红皮书中是低危级别，主要依据的是该物种在欧洲大陆的状况。在中国是二级保护动物。

### 北美洲
北美洲的疣鼻天鹅为外来引入物种，该物种的引入和扩张对当地的本土野生动物产生了重大影响。自引进以来，北美疣鼻天鹅的数量一直在稳步增加。疣鼻天鹅颇具领地意识和攻击性，它们会驱逐领地内的加拿大雁和黑嘴天鹅等竞争物种。在美国，野生动物保护者曾在疣鼻天鹅数量过多，并威胁到本土物种的地区尝试控制疣鼻天鹅的数量。

## 分类
无公认的亚种分化。分布于波兰等国的疣鼻天鹅腿部有灰或粉色，有人提出定名(Yarrell,1841)，但遗传性状不稳定，有人认为可能是人工选择的结果，因此没有得到公认。

## 圖片

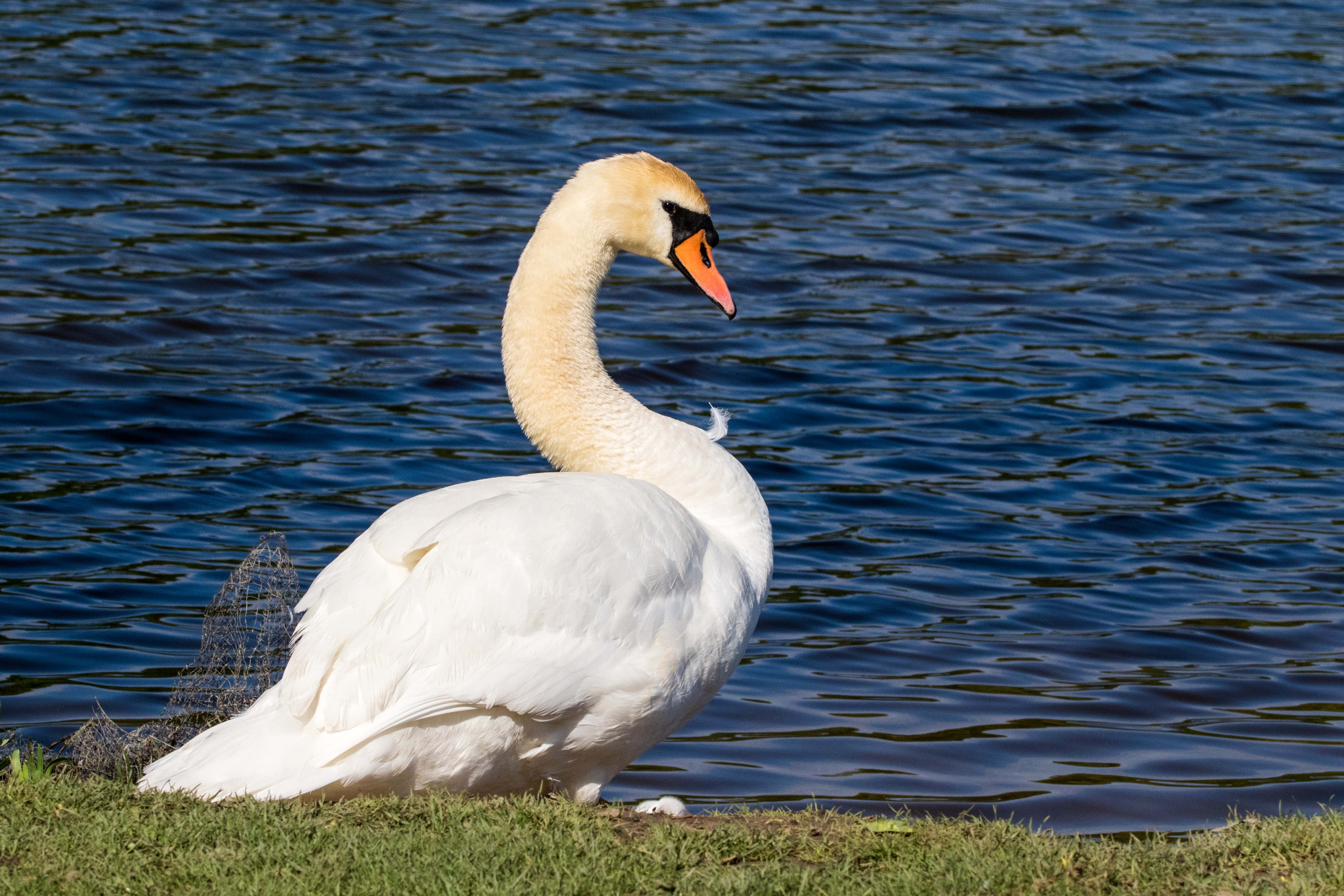
疣鼻天鹅保护它的幼鸟（后者不在画面中）
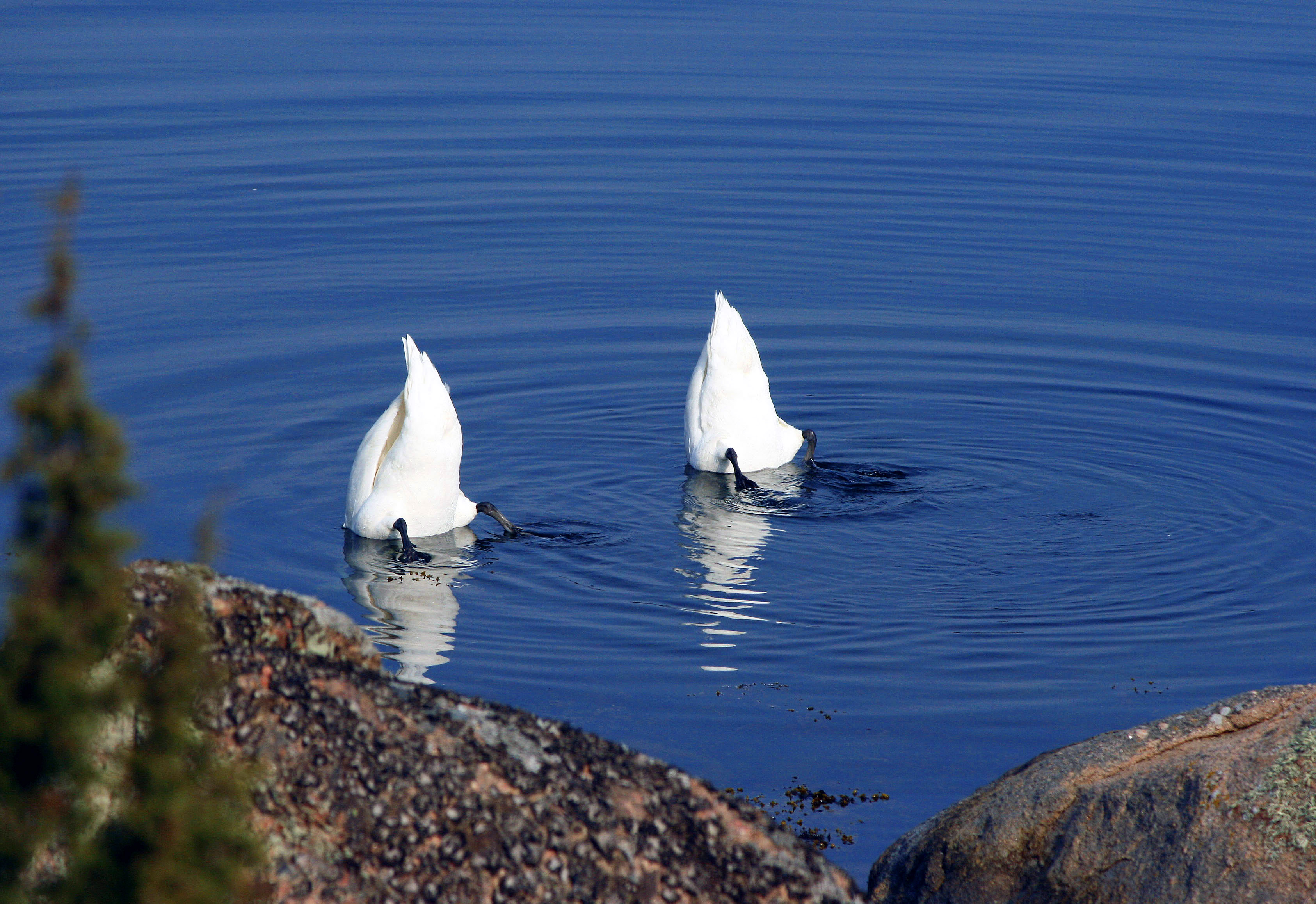
疣鼻天鹅在水下寻找食物
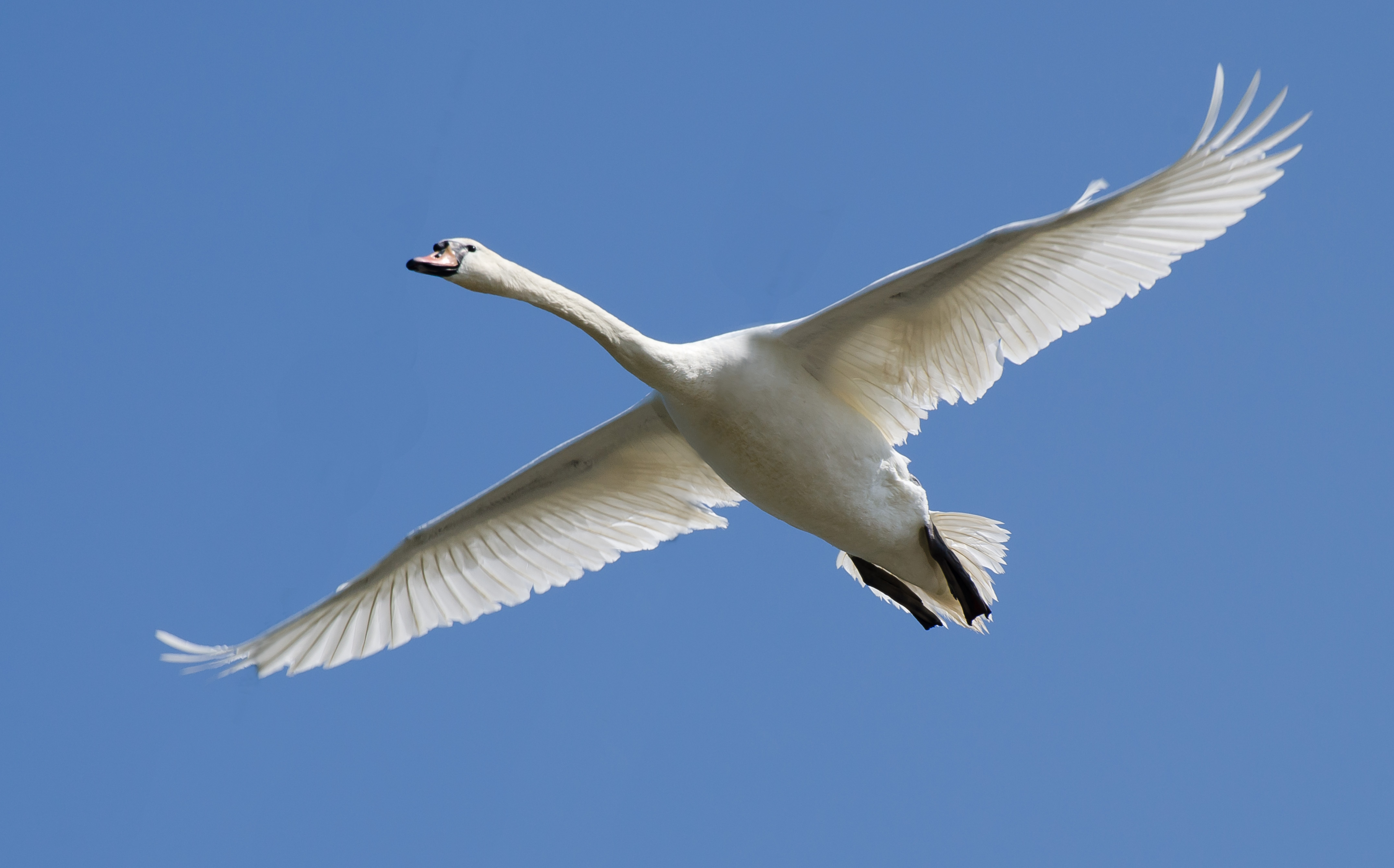
飞行中的疣鼻天鹅
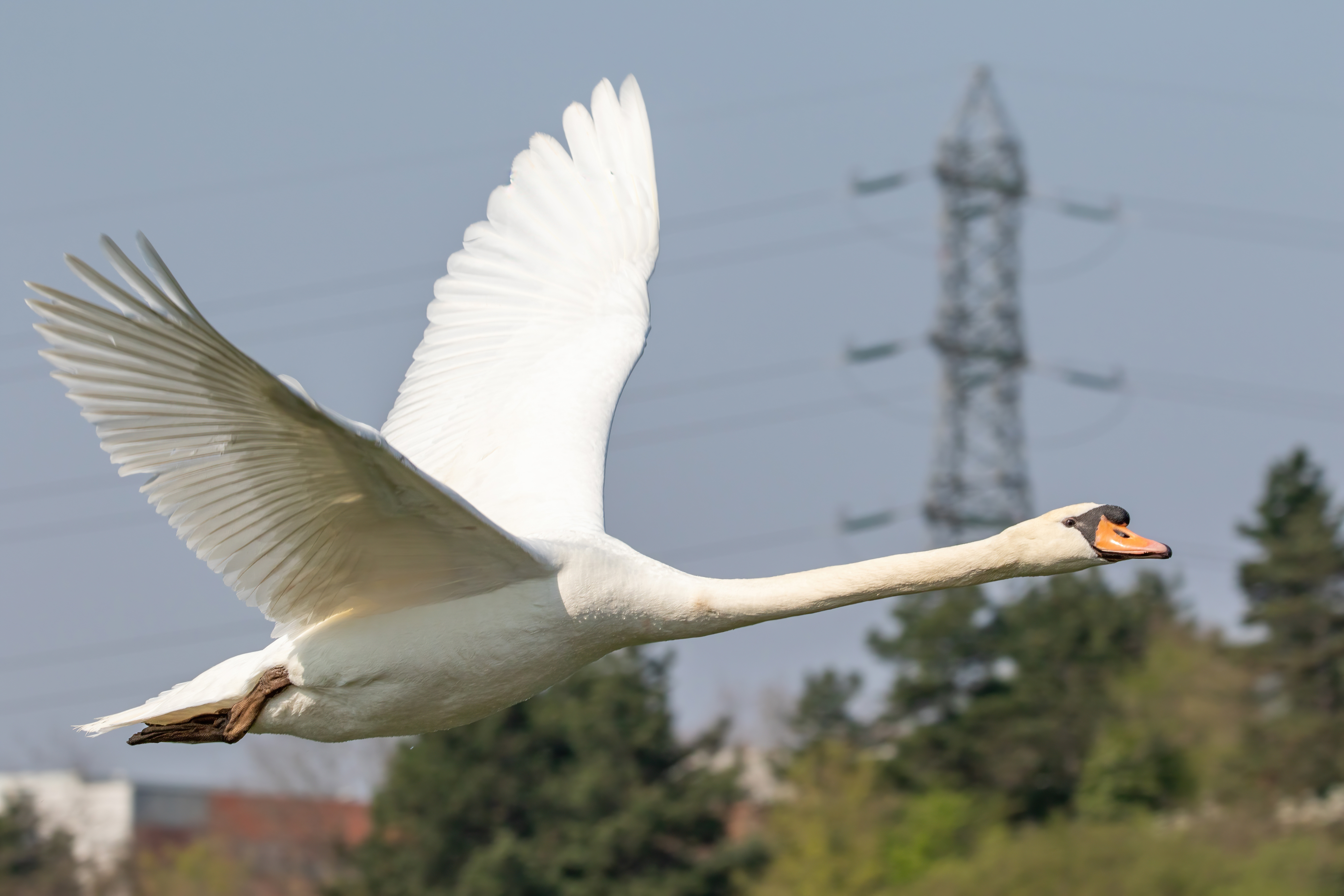
飞行中的疣鼻天鹅
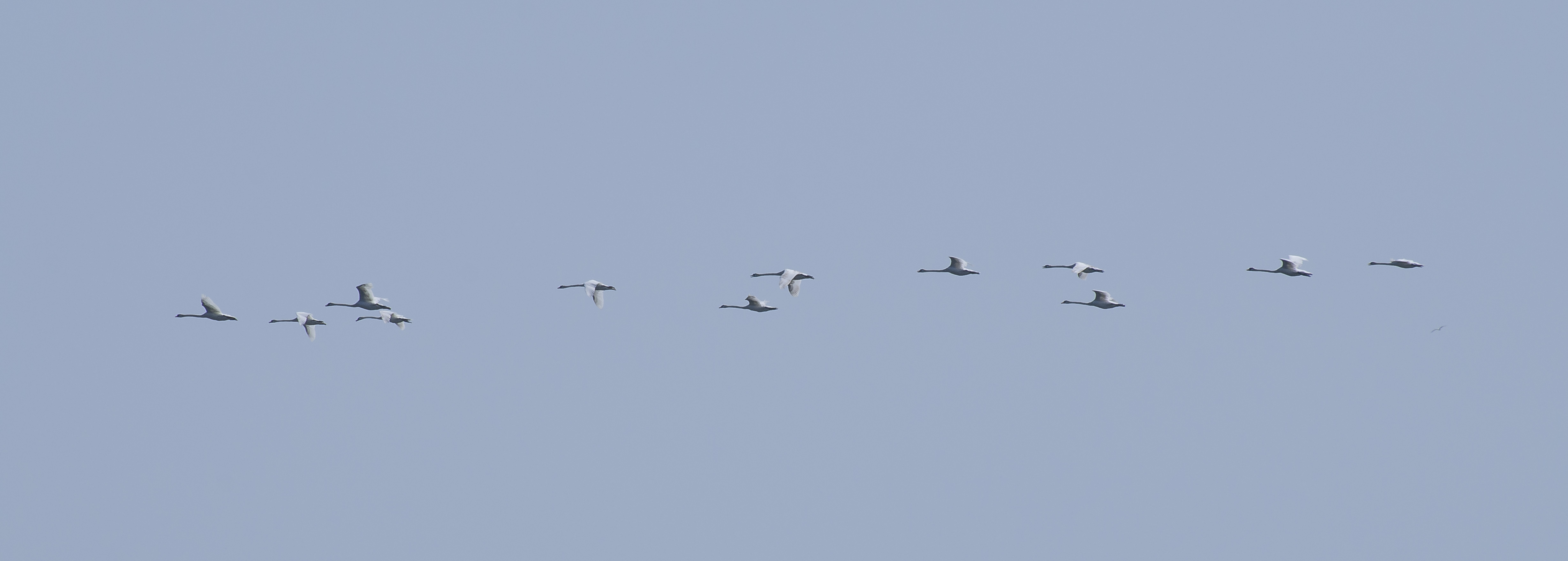
飞行中的一群疣鼻天鹅
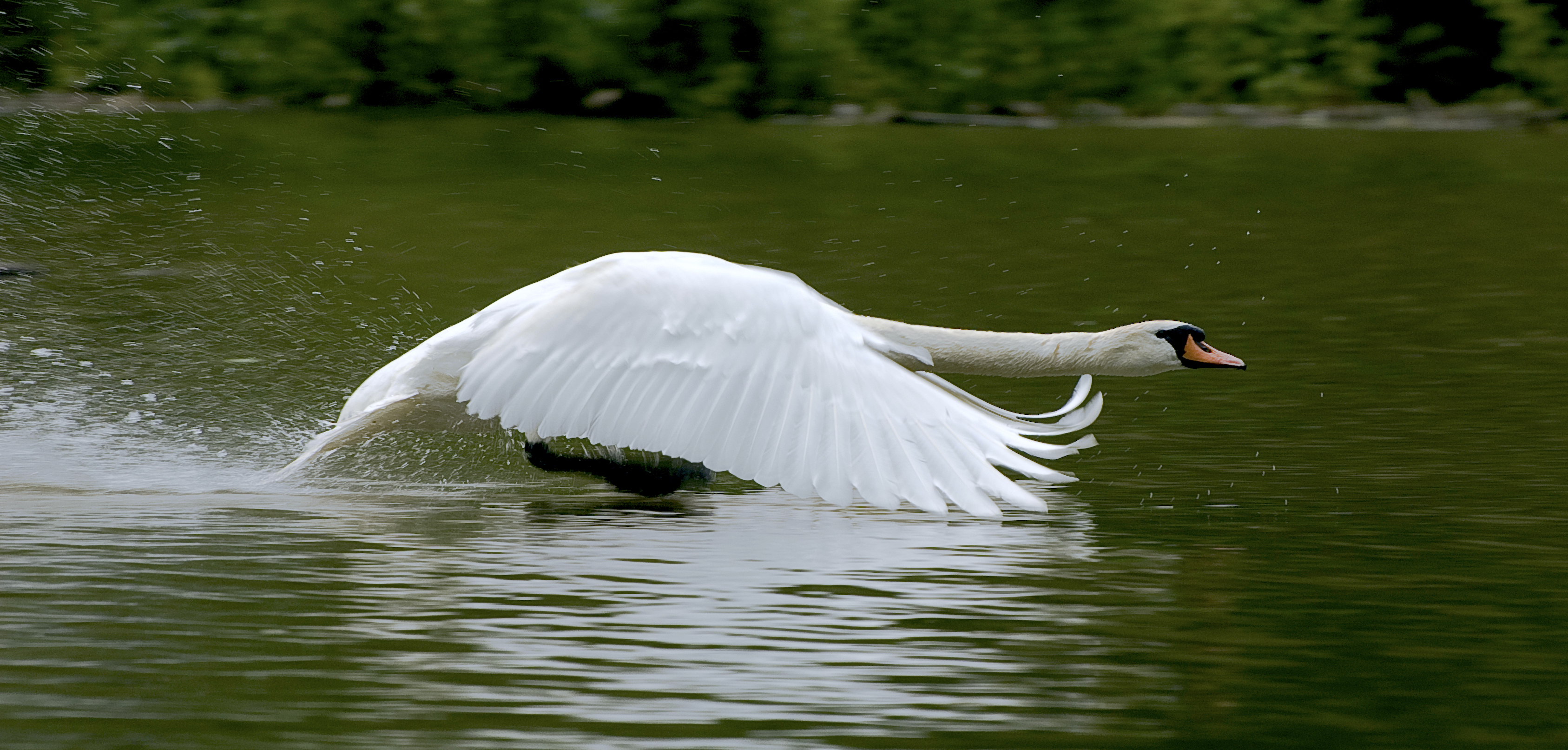
疣鼻天鹅降落在水面上
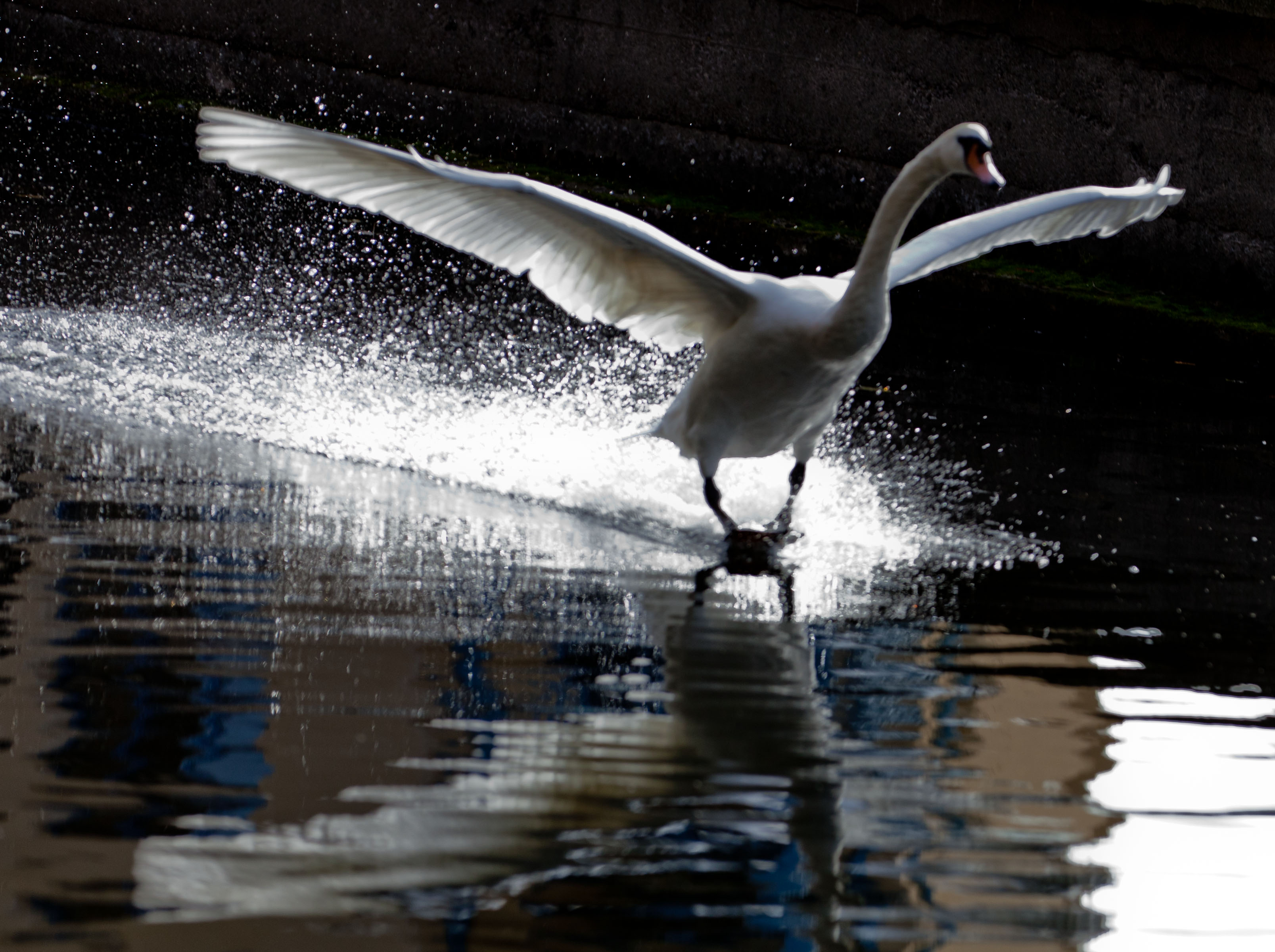
疣鼻天鹅在水上降落
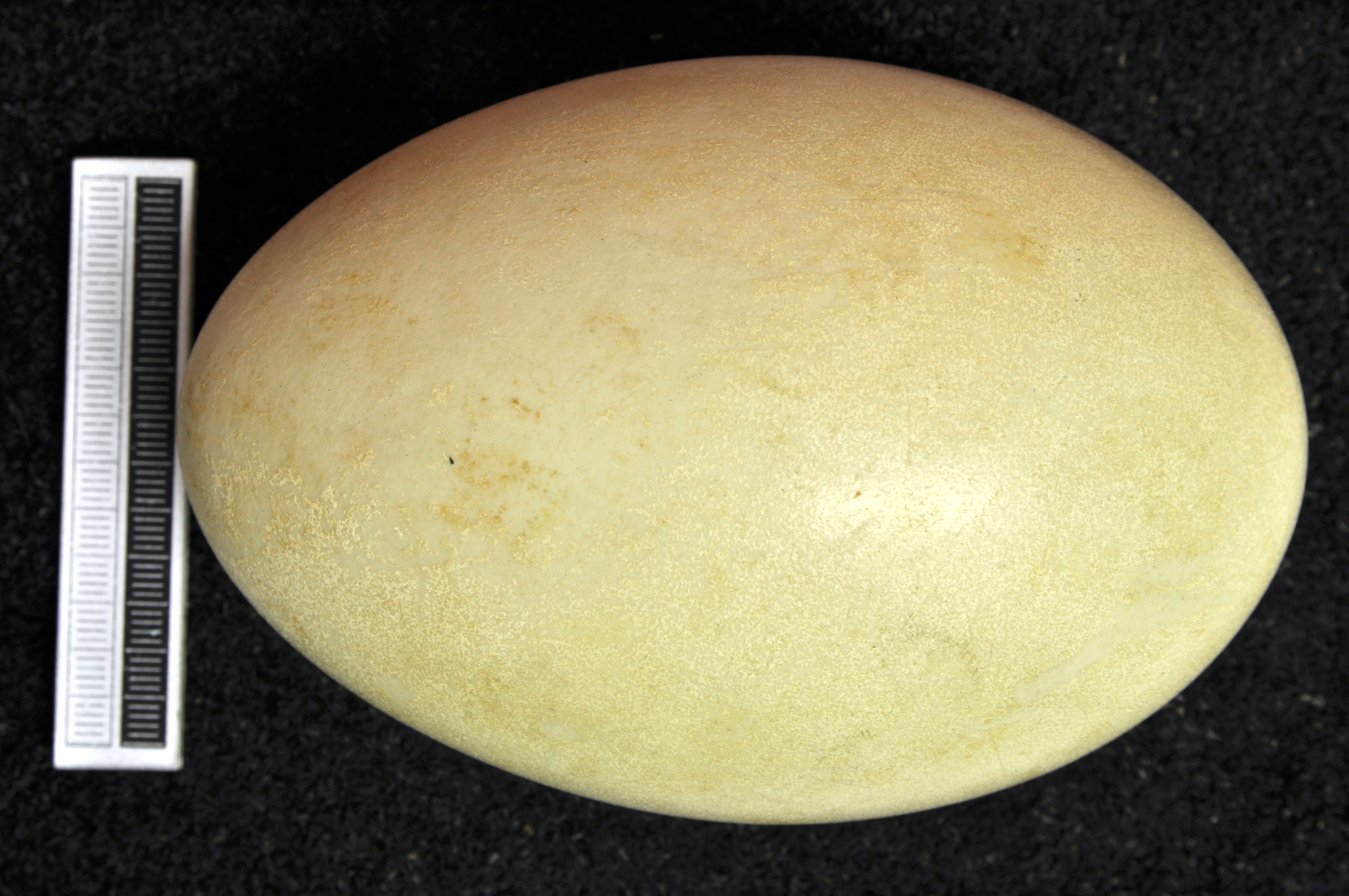
疣鼻天鹅的蛋
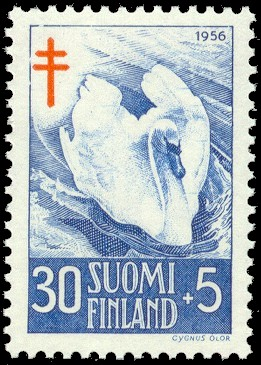
1956年芬兰邮票上的疣鼻天鹅
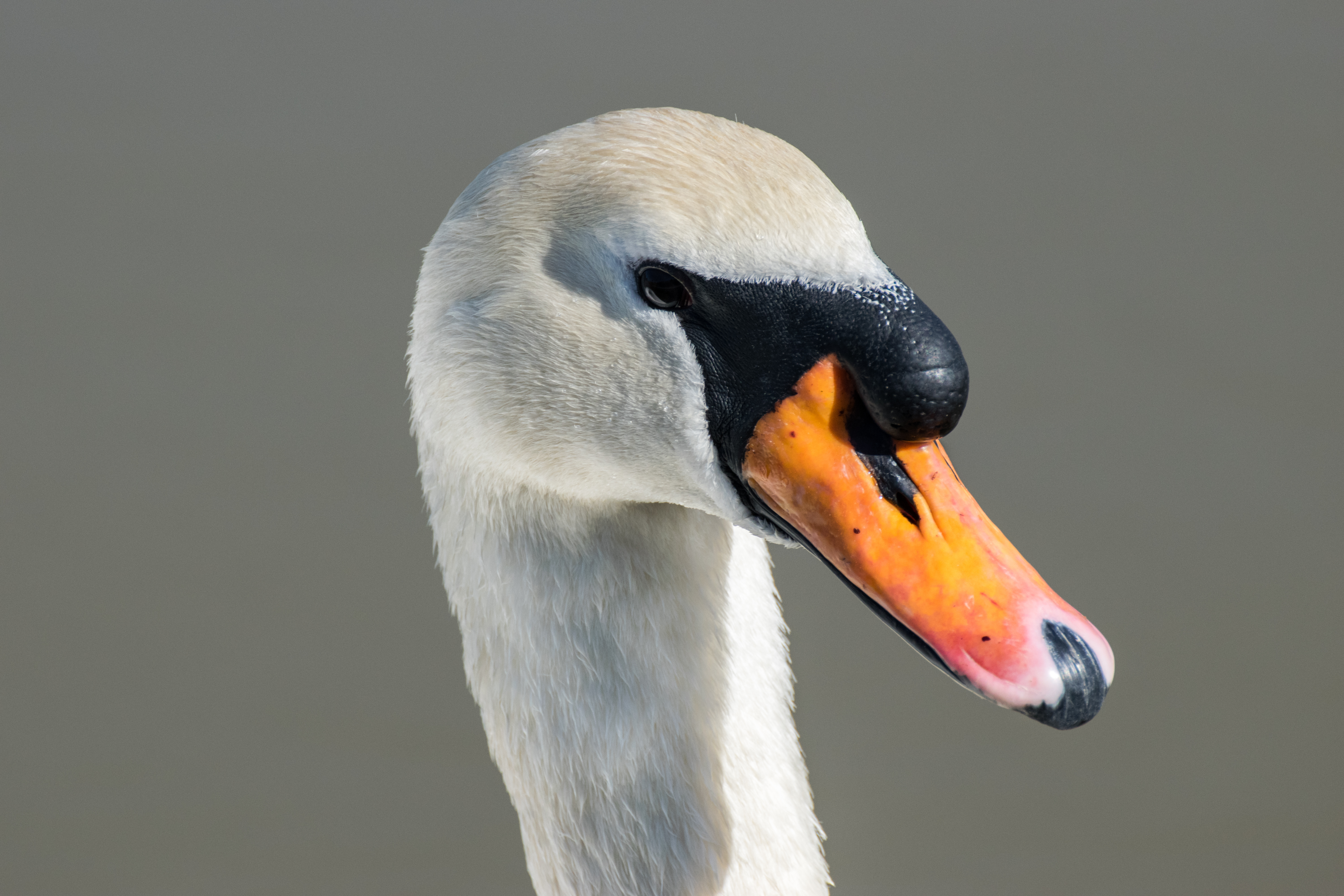
疣鼻天鹅头部侧面
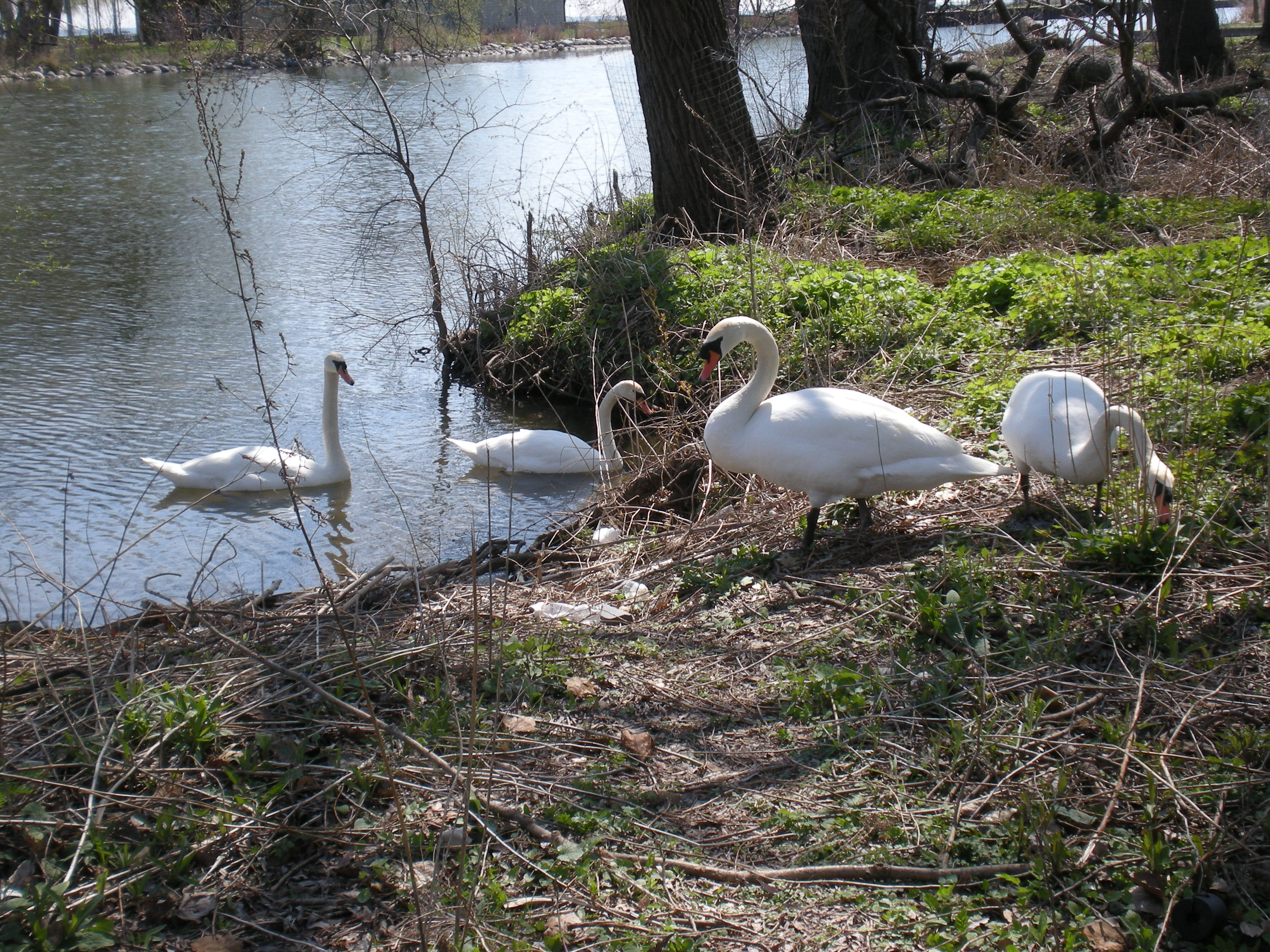
河岸上的四只疣鼻天鹅
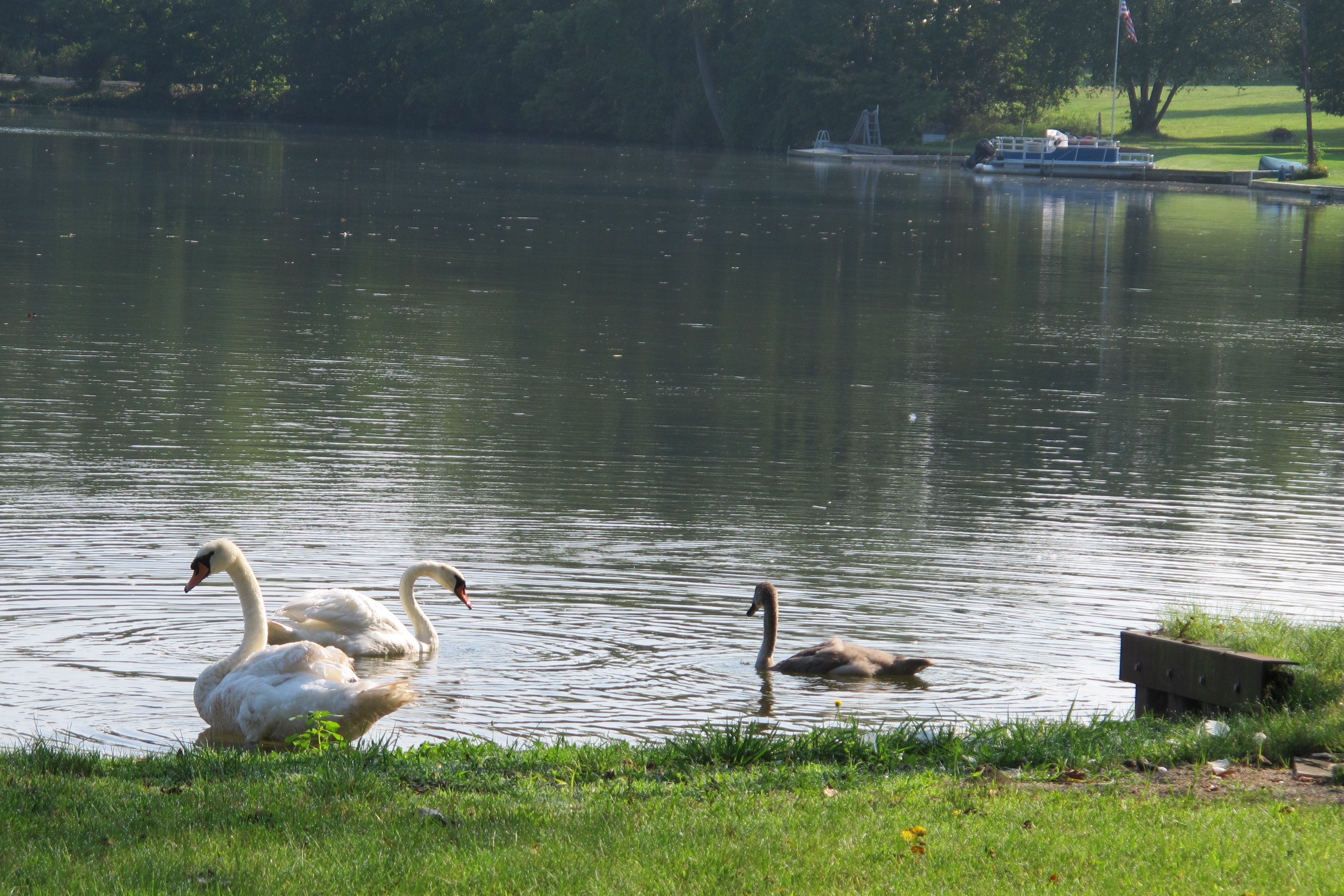
美国南部密歇根州的一个小湖上的一家疣鼻天鹅
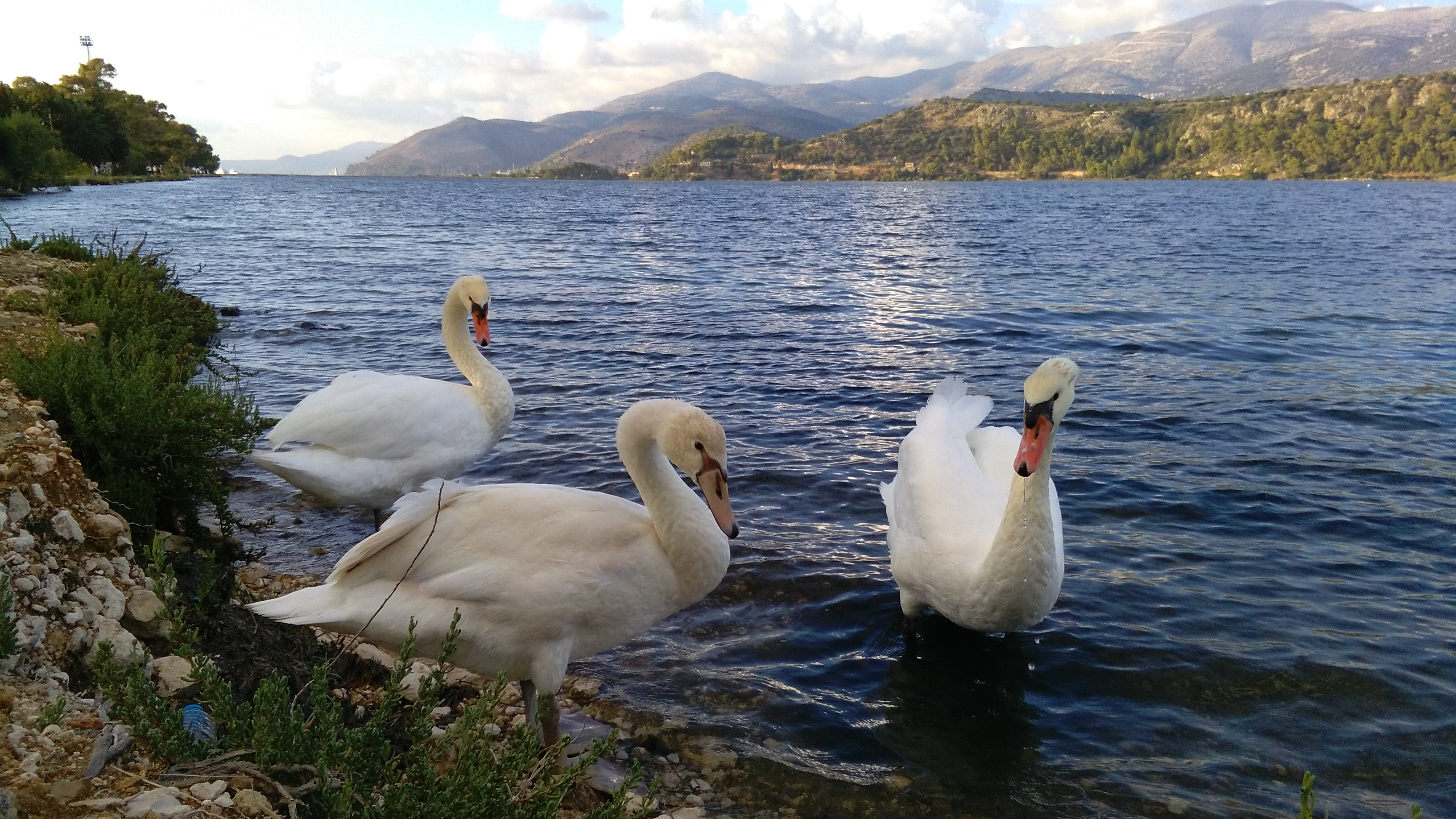
希腊凯法利尼亚岛的库塔沃斯泻湖上的疣鼻天鹅
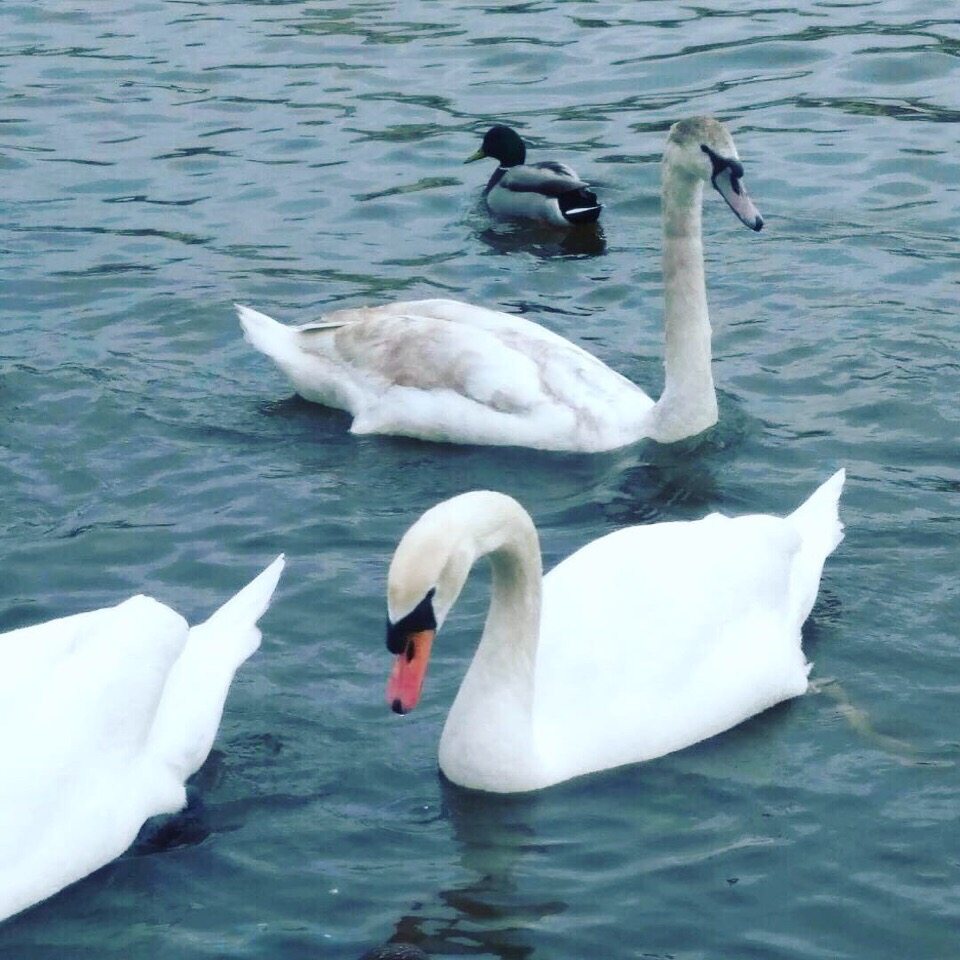
布里亚特的奥龙戈伊湖上的疣鼻天鹅
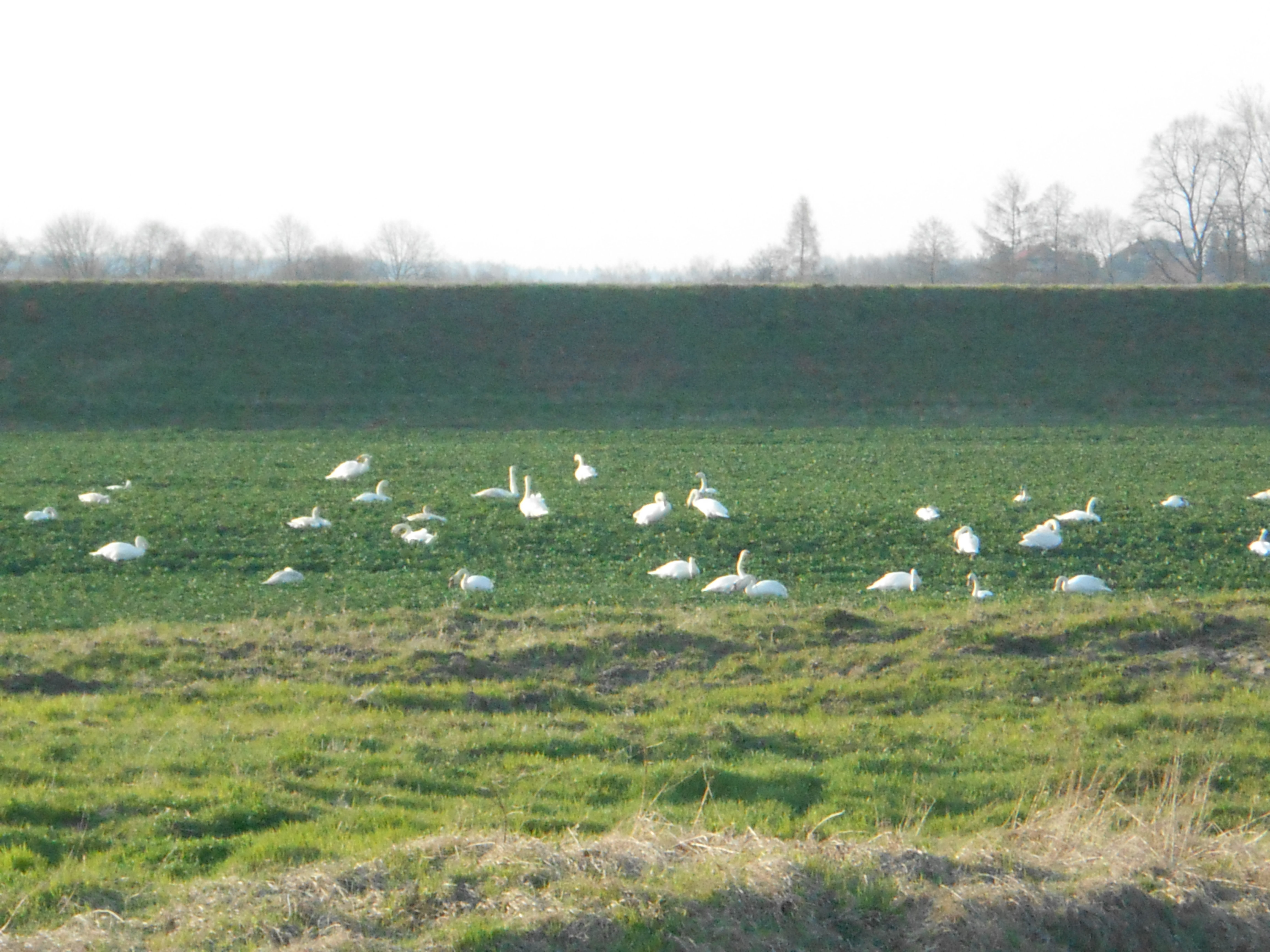
波兰南部维斯瓦河旁的一块田地上的疣鼻天鹅
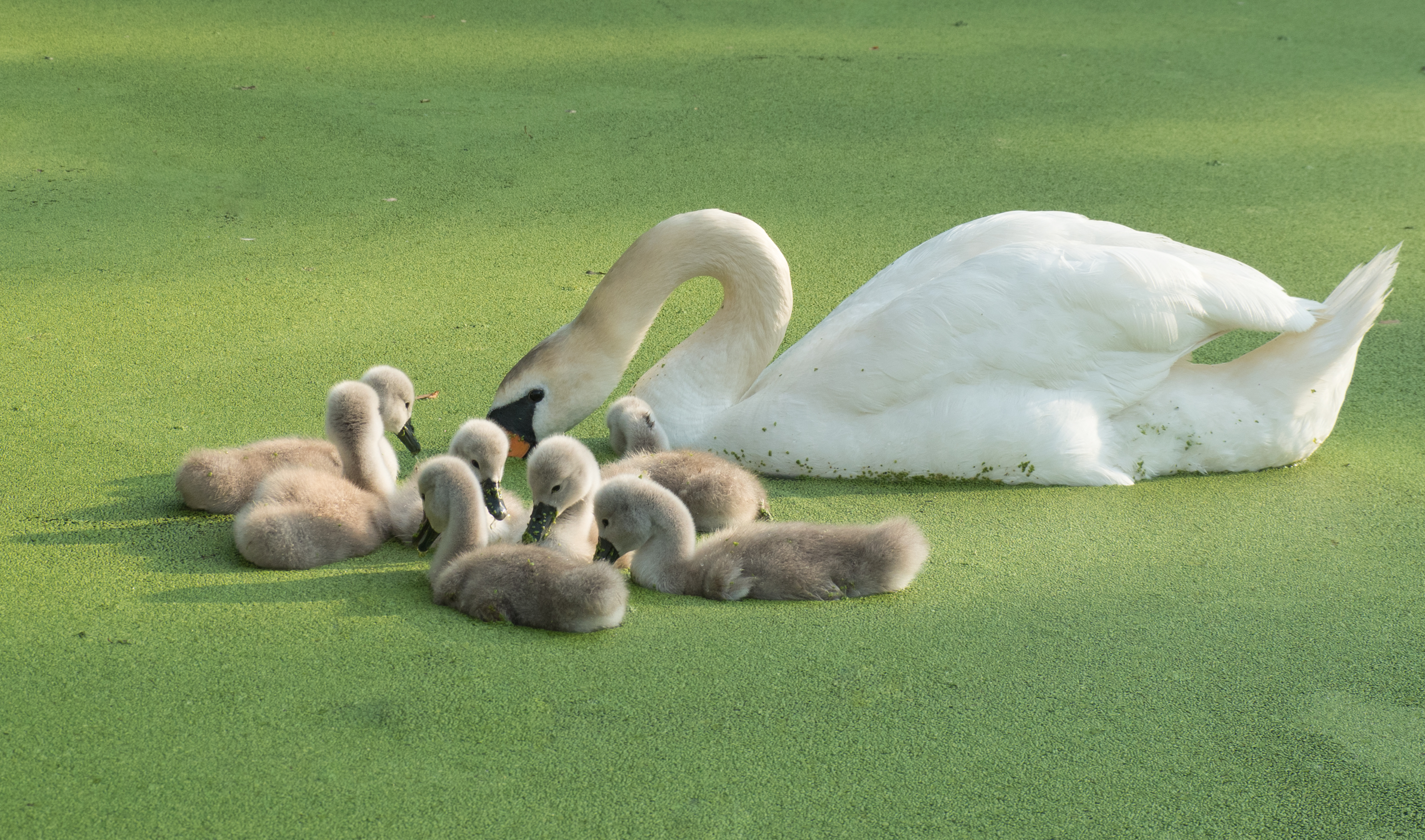
纽约市一个覆盖着浮萍的池塘上的疣鼻天鹅和幼崽
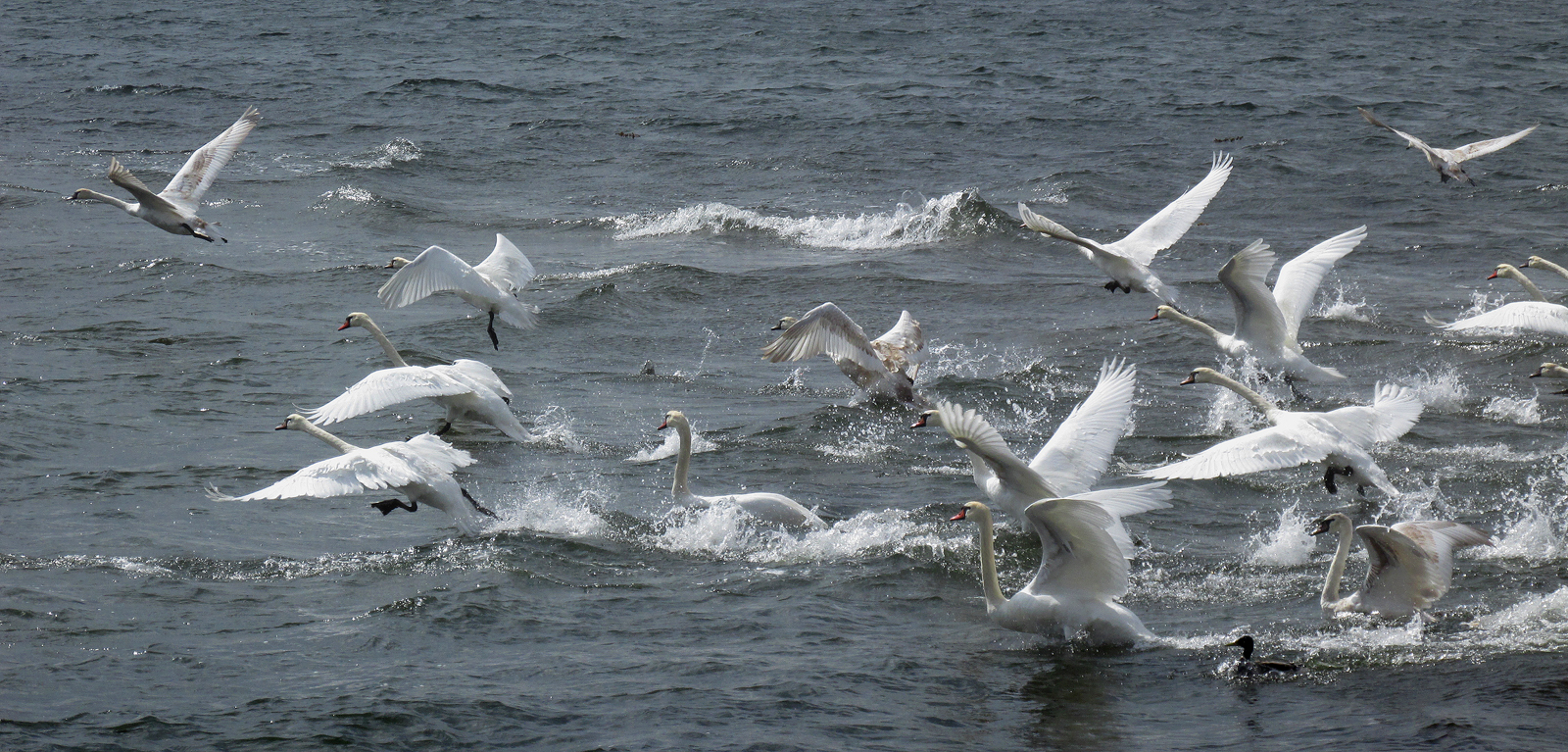
受惊吓的疣鼻天鹅起飞
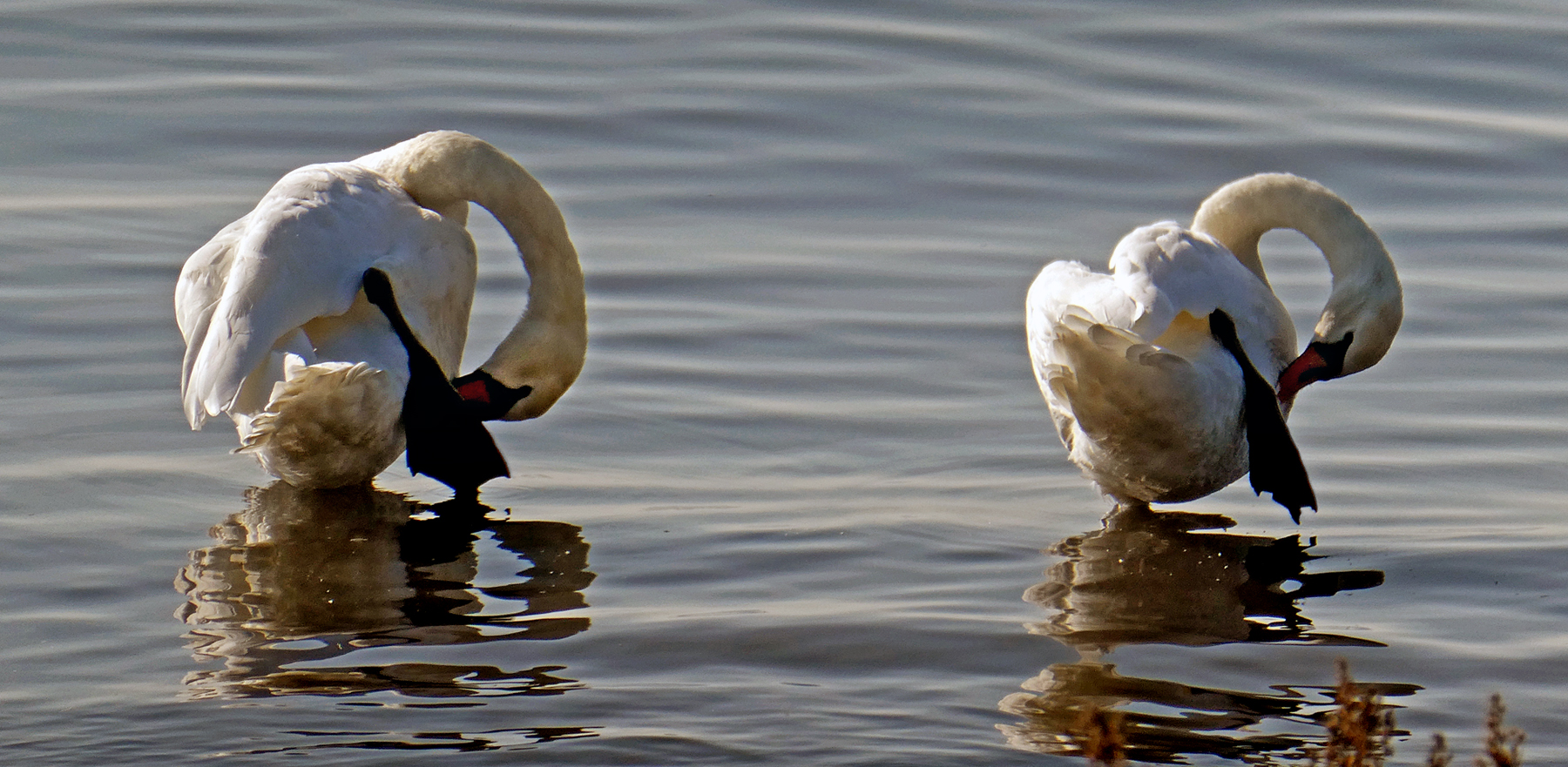
一对正在梳理羽毛的疣鼻天鹅
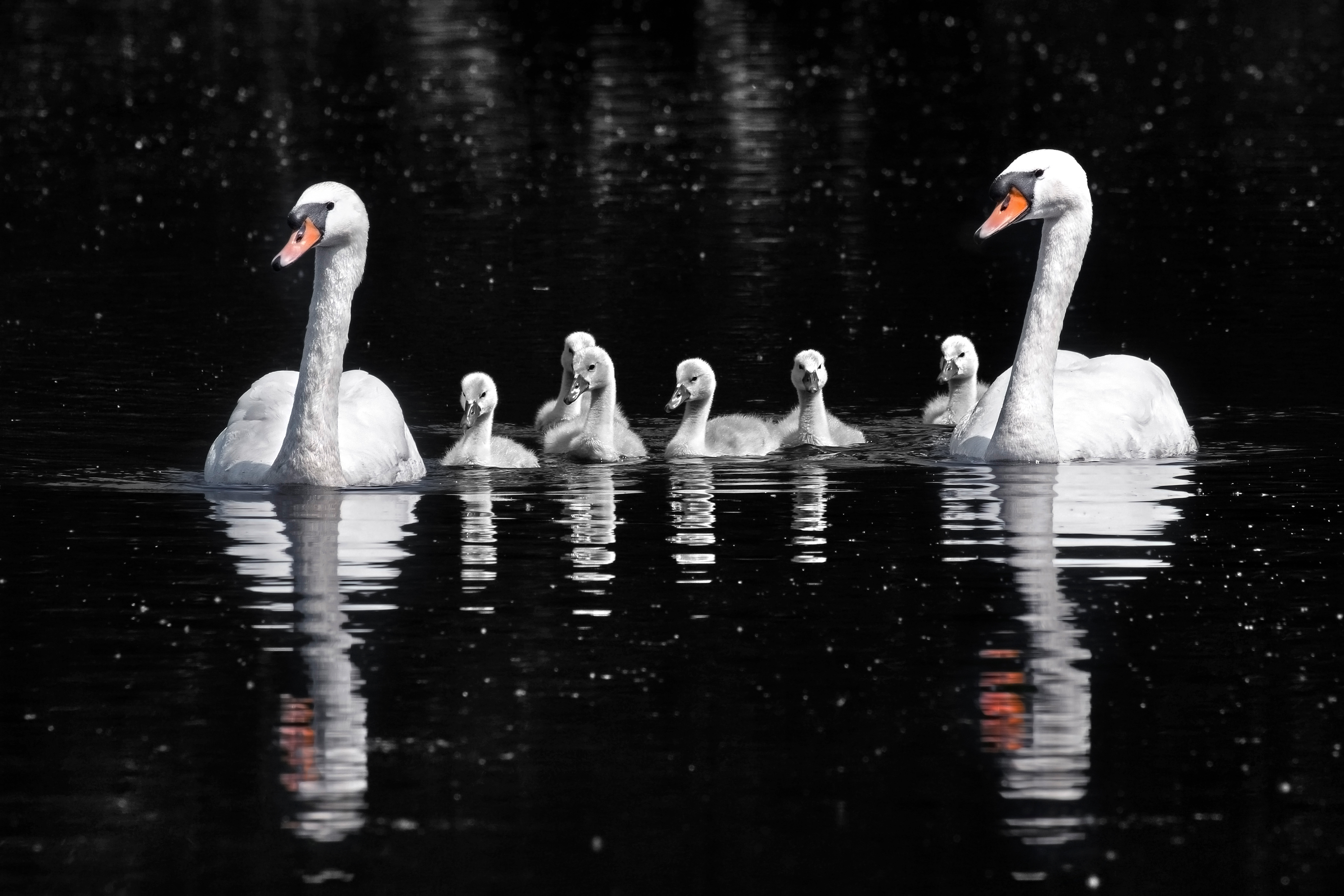
一个疣鼻天鹅家庭
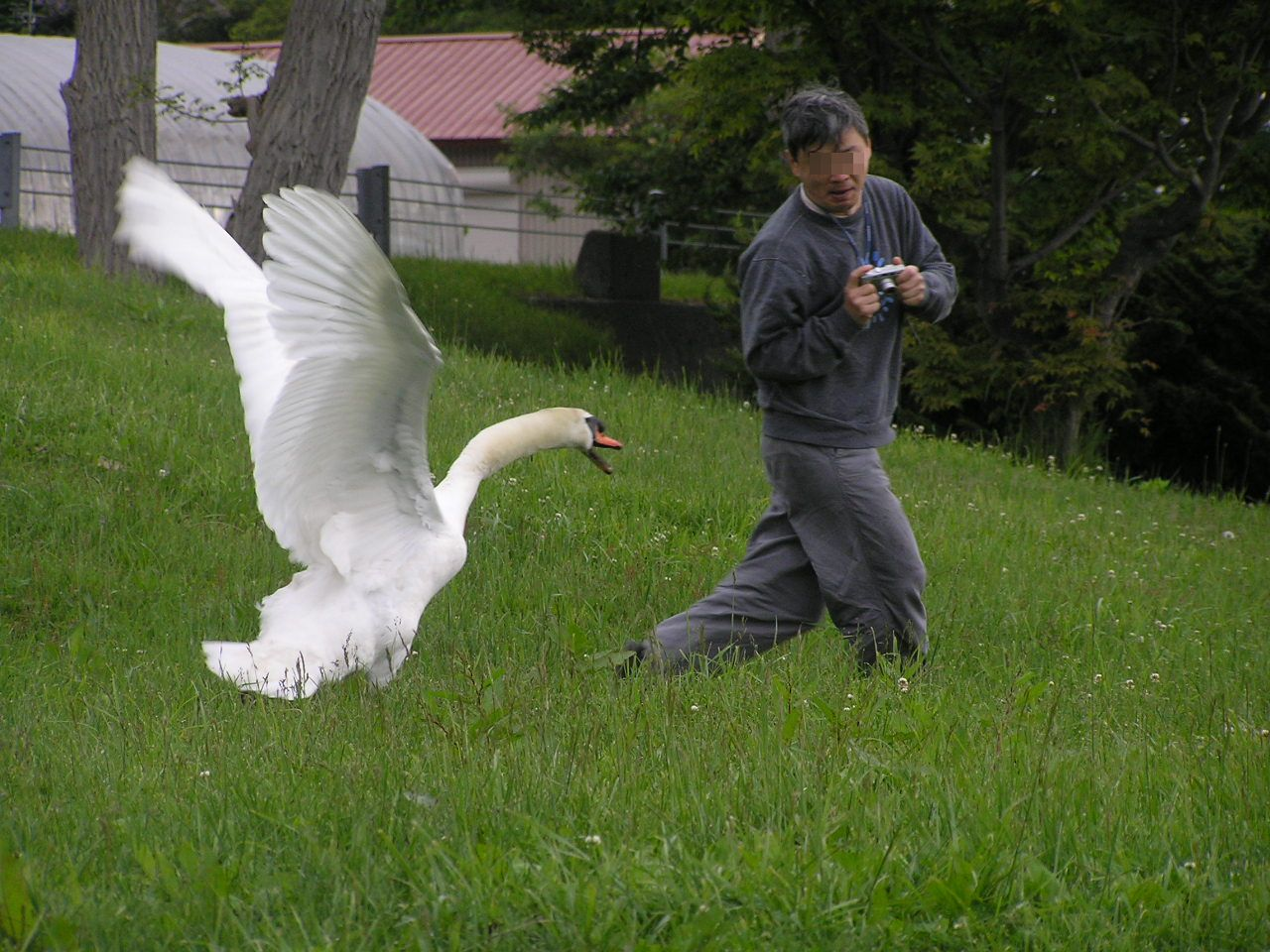
疣鼻天鹅在北海道洞爷湖威胁摄影师